# Byumba
Byumba ist eine Stadt im gleichnamigen Sektor Byumba des Distrikts Gicumbi in der Nordprovinz von Ruanda. Die Stadt liegt etwa 60 Kilometer nördlich der Hauptstadt Kigali.

## Geschichte
Seit der Gebietsreform vom 1. Januar 2006 ist Byumba die Hauptstadt der Nordprovinz sowie des Distrikts Gicumbi. Die Nordprovinz entstand 2006 aus der Zusammenlegung der Provinz Ruhengeri, Teilen der Provinz Kigali und der Provinz Byumba, dessen Hauptstadt Byumba bis dahin gewesen war.

## Geographie
Die Stadt liegt auf einer Höhe von etwa 2260 m. Etwa 7 Kilometer von ihr entfernt befindet sich seit 1997 ein SOS-Kinderdorf.
| Jahr | Einwohner |
| ---- | --------- |
| 1978 | 7.702     |
| 1991 | 11.947    |
| 2012 | 34.544    |

## Religion
Byumba ist Sitz des römisch-katholischen Bistums Byumba.

## Verkehr
Die Stadt liegt an den Nationalstraßen 19 und 21. Erstere ist asphaltiert.

## Söhne und Töchter der Stadt
- Donald Kaberuka (* 5. Oktober 1951), Wirtschaftswissenschaftler und ehemaliger Präsident der Afrikanischen Entwicklungsbank
- Julien Nsengiyumva (* 22. Oktober 1978), Fußballspieler